# 375
Правління Валента у Східній Римській імперії. Зміна правління в Західній Римській імперії. У Китаї правління династії Цзінь. В Індії правління імперії Гуптів. У Японії триває період Ямато. У Персії править династія Сассанідів.
На території лісостепової України Черняхівська культура. У Північному Причорномор'ї готи й сармати. Історики VI століття згадують плем'я антів, що мешкало на території сучасної України приблизно з IV сторіччя. З'явилися гуни, підкорили остготів та аланів й приєднали їх до себе.

## Події
- Валентиніан I уклав мир із алеманами на Рейні і пішов у Іллирік дати відсіч навалі квадів та сарматів на Дунаї.
- Приймаючи посланців квадів, імператор розізлився й помер від інсульту.
- Квади прийняли важкий мир, римляни виділили їм землю на Дунаї.
- Імператором Західної Римської імперії став 16-річний син Валентиніана Граціан.
- 4-річний Валентиніан II був проголошений співімператором, від імені якого стала правити його мати Юстина.
- Граціану належала Галлія, тоді як Валентиніан II отримав Іллирік, Італію, Іспанію й Африку.
- Граціан почав систематичне гоніння язичників, конфіскацію храмового майна на користь скарбниці.
- В Африці закінчився бунт узурпатора Фірма.
- Вторгнення гунів у причорноморські степи й розгром ними готів.
- В імперії Гуптів розпочалося правління Чандрагупти II.
- зникла Кушанська імперія.

## Померли
- 17 листопада — Валентиніан I, 54-річний римський імператор.
- Германаріх, вождь готів.